# Batophila dogueti
Batophila dogueti es un coleóptero de la familia Chrysomelidae. Fue descrita en 1994 por Doberl.